# Zentani Muhammad az-Zentani
Zentani Muhammad az-Zentani, född 1944, är en libysk politiker. Han var Libyens president mellan 1992 och 2008. Trots sin titel hade han väldigt lite makt då landet till största delen kontrollerades av revolutionsledaren Muammar al-Gaddafi.